# Colletes arsenjevi
Colletes arsenjevi là một loài Hymenoptera trong họ Colletidae. Loài này được Kuhlmann mô tả khoa học năm 2006.